# Hohe Villerspitze

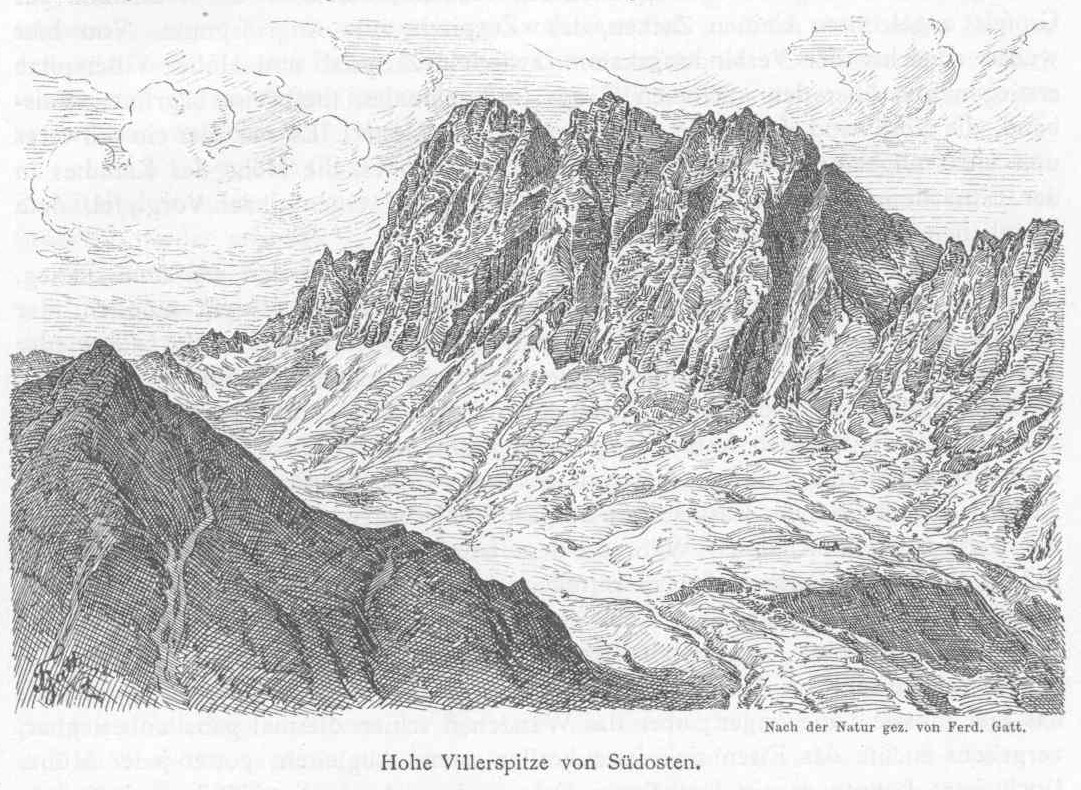
De Hohe Villerspitze vanuit het zuidoosten, afkomstig uit een platenboek uit 1894

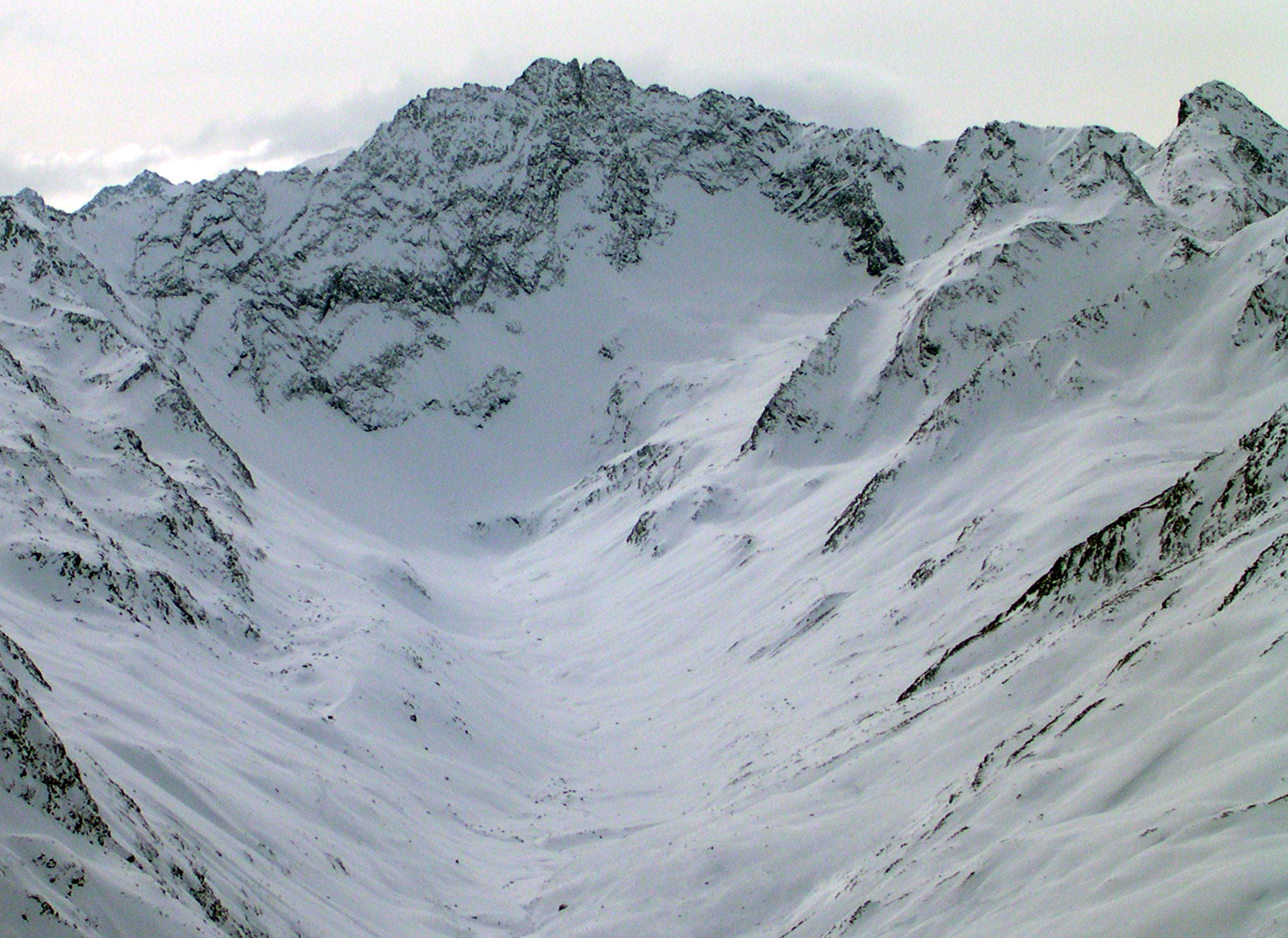
De Hohe Villerspitze aan het einde van het Fotschertal (vanuit het noordoosten). Rechts de Lüsenser Villerspitze.

De Hohe Villerspitze is een 3087 meter hoge bergtop in de Stubaier Alpen in de Oostenrijkse deelstaat Tirol.
De berg is een top de Zuidelijke Sellrainer Bergen, een subgroep van de Stubaier Alpen. De top bestaat uit drie rotspunten, die een imposante amfibolietrots vormen. Vanwege zijn geografische dominantie en makkelijke bereikbaarheid is de Hohe Villerspitze een veel beklommen top. Bovenop is het uitzicht weids. De zuidwestelijke rotspunt van de Hohe Villerspitze geeft de berg zijn hoogte van 3087 meter. De middelste rotspunt reikt tot 3081 meter, de noordwestelijke tot 3024 meter hoogte. Vanaf het zuiden loopt vanaf de top een geprononceerde graat weg.

## Ligging
De Hohe Villerspitze ligt hemelsbreed ongeveer zes kilometer ten zuidoosten van Praxmar in het Lüsenstal, een zuidelijk zijdal van het Sellraintal, en ongeveer tien kilometer ten westen van Neustift im Stubaital. Ten noordwesten van de Hohe Villerspitze, aan het einde van het Fotschertal, ligt een kleine, afsmeltende gletsjer, de Fotscher Ferner. Bergen in de nabije omgeving van de Hohe Villerspitze zijn in het noorden de 3026 meter hoge Lüsenser Villerspitze, in het verloop van de oostelijke graat de 2866 meter hoge Grawawand en in het zuidwesten, iets verder gelegen en gescheiden door het Horntaler Joch (2819 meter), de 3008 meter hoge Kreuzkamp. Naar het zuidoosten toe ligt het Oberbergtal; in het westen is het Horntal gelegen.

## Beklimming
De Hohe Villerspitze werd op 20 juli 1878 voor het eerst beklommen door de uit Innsbruck afkomstige toerist Carl Gsaller. Zijn berggids, Alois Tanzer, had reeds op 1 oktober 1877 geprobeerd de top te bereiken, maar slaagde daarin niet. De weg van Gsaller voerde vanaf de Stöcklenalm (gelegen op 1598 meter hoogte in het Oberbergtal) over het Horntaler Joch en de zogenoemde Schiefen Gang door de zuidwestelijke flank naar de noordwestelijke graat tot aan de top (UIAA-moeilijkheidsgraad II). Carl Gsaller had destijds tien uur nodig om de top te bereiken. Thans wordt de Hohe Villerspitze beklommen vanaf de Franz-Senn-Hütte (2147 meter). De meest genomen route is gelijk die van Gsaller in 1878, maar de tocht neemt gemiddeld drieënhalf uur in beslag. Andere routes (UIAA-graad II) voeren over de zuidwestkant, de zuidwand en de oostelijke graat.